# Presto (silnik przeglądarki)
Presto – silnik do wyświetlania stron WWW stworzony przez firmę Opera Software. Był wykorzystywany w  przeglądarce Opera począwszy od wersji 7.0, aż do wersji 12, niezależnie od platformy i systemu operacyjnego.
Silnik zapewniał wysoką zgodność ze standardami (CSS, JavaScript, XHTML). Był on stosunkowo mało wymagający sprzętowo. Silnik ma zamknięty kod źródłowy, podobnie do Trident, w przeciwieństwie do Gecko czy WebKit.
Presto zastąpił silnik Elektra używany w wersjach 4-6 Opery. Od poprzednika różni się przebudowaną obsługą DOM, dzięki której w Operze zaczęły działać rozbudowane skrypty DHTML.
Od finalnej 10 wersji Opery, silnik Presto zdobywał 100 punktów w teście przeglądarek Acid3, uważanym wówczas za wartościowy dla określenia zgodności przeglądarki ze standardami internetowymi.
Rozwój silnika został porzucony po premierze Opery w wersji 15, która korzysta z silnika Blink.

## JavaScript
Część silnika Presto, odpowiedzialna za wykonywanie kodu JavaScript, nosił dodatkową nazwę kodową. Do wersji 6.12 używano „linear_a”. Od wersji 7.0 do 9.27 stosowano „linear_b”. Od wersji 9.50 do wersji 10.20 Alpha, po gruntownej modernizacji, stosowało się "futhark". W wersji 10.50 został użyty od początku pisany silnik o nazwie „Carakan”.

## Zastosowanie
- przeglądarki internetowe
  - Opera wersje 7-12
- edytory HTML
  - Adobe Creative Suite 2
  - Adobe Creative Suite 3
  - Macromedia Dreamweaver MX do Dreamweaver CS3, (wersje CS4 i CS5 używają silnika WebKit).